# Monanthos
Monanthos is een geslacht van 25 soorten orchideeën uit de onderfamilie Epidendroideae. Het geslacht is afgesplitst van Dendrobium.
Het zijn kleine epifytische orchideeën van warme, vochtige regenwouden uit Nieuw-Guinea en het noorden van Australië. Ze hebben dunne, draderige stengels, smalle, leerachtige blaadjes op de bovenste helft van de stengel en alleenstaande, kortlevende en onopvallende bloempjes.

## Naamgeving enetymologie
- Synoniem: Dendrobium Sw. sect. Monanthos Schltr.

De botanische naam Monanthus is een samenstelling van Oudgrieks μόνος, monos (enkel, alleen) en ἄνθος, anthos (bloem), wat refereert aan de alleenstaande bloemen van deze planten.

## Taxonomie
Monanthos werd eerder geclassificeerd als sectie Monanthos van het geslacht Dendrobium. Het is in 1981 tot geslacht gepromoveerd door Brieger.
Het geslacht telt volgens de meest recent geaccepteererde taxonomie 25 soorten. De typesoort is Monanthos biloba.

### Soortenlijst
- Monanthos agrostophylloides (Schltr.) Rauschert (1983)
- Monanthos agrostophyllum (F.Muell.) Brieger (1981)
- Monanthos amblyornidis (Rchb.f.) Rauschert (1983)
- Monanthos biloba (Lindl.) Brieger (1981)
- Monanthos corticicola (Schltr.) Rauschert (1983)
- Monanthos crassinervius (J.J.Sm.) Rauschert (1983)
- Monanthos crenatilabris (J.J.Sm.) Rauschert (1983)
- Monanthos erectifolius (J.J.Sm.) Rauschert (1983)
- Monanthos integer (Schltr.) Rauschert (1983)
- Monanthos isochiloides (Kraenzl.) Rauschert (1983)
- Monanthos koordersii (J.J.Sm.) Rauschert (1983)
- Monanthos lamproglossus (Schltr.) Rauschert (1983)
- Monanthos macer (Schltr.) Rauschert (1983)
- Monanthos malbrownii (Dockrill) Rauschert (1983)
- Monanthos obovatus (Schltr.) Rauschert (1983)
- Monanthos piestocaulos (Schltr.) Rauschert (1983)
- Monanthos planicaulis (Ridl.) Rauschert (1983)
- Monanthos poneroides (Schltr.) Brieger (1981)
- Monanthos procerus (Schltr.) Rauschert (1983)
- Monanthos rhytidothece (Schltr.) Rauschert (1983)
- Monanthos roseoflavidus (Schltr.) Rauschert (1983)
- Monanthos subbilobatus (Schltr.) Rauschert (1983)
- Monanthos subserratus (Schltr.) Rauschert (1983)
- Monanthos vinosus (Schltr.) Rauschert (1983)
- Monanthos xanthothece (Schltr.) Rauschert (1983)